# Wild Bill (filme)
Wild Bill é um filme estadunidense de 1995, dos gêneros ação, biografia e faroeste, escrito e dirigido por Walter Hill, baseado em livro de Peter Dexter e na peça de teatro de Thomas Babe.

## Sinopse
A vida do lendário Wild Bill Hickok, um dos mais famosos pistoleiros do Velho Oeste e de seus amores, suas amizades e os duelos que fizeram sua fama. Wild Bill lamenta ter perdido o amor da bela Susannah e enfrenta a ira do jovem Jack McCall, que pode ser seu filho com a antiga amada.

## Elenco principal
- Jeff Bridges .... James Butler 'Wild Bill' Hickok
- Ellen Barkin .... Calamity Jane
- John Hurt .... Charley Prince
- Diane Lane .... Susannah Moore
- Keith Carradine .... Buffalo Bill Cody
- David Arquette .... Jack McCall